# 52nd Street
52nd Street ist das sechste Studioalbum des US-amerikanischen Musikers Billy Joel. Es wurde im Oktober 1978 veröffentlicht, avancierte zum ersten Nummer-eins-Album Joels in den Vereinigten Staaten sowie zum weltweiten Millionenseller.

## Entstehung
Auf dem Album sind erstmals verstärkt Jazz-Einflüsse zu hören, so beispielsweise im Titel Zanzibar, der eine Hommage an das gleichnamige New Yorker Jazzviertel Mitte des 20. Jahrhunderts darstellt und auf dem zudem Jazzmusiker Freddie Hubbard ein Gastspiel als Trompeter gibt. Der Albumtitel 52nd Street bezieht sich auf die 52. Straße der West Side in Manhattan, in der sich zu dieser Zeit Joels Musiklabel befand und die aufgrund ihrer in früheren Zeiten zahlreichen und legendären Jazzclubs auch als „Swing Street“ bekannt ist.

## Veröffentlichung
Die Erstveröffentlichung von 52nd Street erfolgte am 13. Oktober 1978 bei Columbia Records. Das Album erschien in seiner Originalausführung als LP mit neun Titeln (Katalognummer: 32 693). Mit Einführung der Compact Disc im Jahr 1982 durch Sony Music Entertainment war die Platte zudem das weltweit erste Album, das auch als Musik-CD veröffentlicht wurde.

## Titelliste
1. Big Shot – 4:03
2. Honesty – 3:53
3. My Life – 4:44
4. Zanzibar – 5:13
5. Stiletto – 4:42
6. Rosalinda’s Eyes – 4:41
7. Half a Mile Away – 4:08
8. Until the Night – 6:35
9. 52nd Street – 2:31

Sowohl die Musik als auch die Texte aller Titel wurden von Billy Joel geschrieben.

## Singleauskopplungen
| Jahr | Titel           | Höchstplatzierung, Gesamtwochen, AuszeichnungChartplatzierungen (Jahr, Titel, , Platzierungen, Wochen, Auszeichnungen, Anmerkungen) | Höchstplatzierung, Gesamtwochen, AuszeichnungChartplatzierungen (Jahr, Titel, , Platzierungen, Wochen, Auszeichnungen, Anmerkungen) | Höchstplatzierung, Gesamtwochen, AuszeichnungChartplatzierungen (Jahr, Titel, , Platzierungen, Wochen, Auszeichnungen, Anmerkungen) | Höchstplatzierung, Gesamtwochen, AuszeichnungChartplatzierungen (Jahr, Titel, , Platzierungen, Wochen, Auszeichnungen, Anmerkungen) | Anmerkungen                                              |
| Jahr | Titel           | AT | CH | UK | US | Anmerkungen                                              |
| ---- | --------------- | --- | --- | --- | --- | -------------------------------------------------------- |
| 1978 | My Life         | AT11 (12 Wo.)AT | CH4 (8 Wo.)CH | UK12 Silber (Physisch) + Silber (Digital) · (15 Wo.)UK                                                                              | US3 Platin · (19 Wo.)US | Erstveröffentlichung: Oktober 1978 Verkäufe: + 1.525.000 |
| 1979 | Big Shot        | — | — | — | US14 Gold · (11 Wo.)US | Erstveröffentlichung: Januar 1979 Verkäufe: + 500.000    |
| 1979 | Honesty         | — | — | — | US24 (11 Wo.)US | Erstveröffentlichung: April 1979 Verkäufe: + 650.000     |
| 1979 | Until the Night | — | — | UK50 (3 Wo.)UK | — | Erstveröffentlichung: März 1979                          |

## Rezeption
Bei den Grammy Awards 1980 wurde 52nd Street als „Album des Jahres“ und „Beste männliche Gesangsdarbietung – Pop“ ausgezeichnet.
In der 2003 veröffentlichten Liste der 500 besten Alben aller Zeiten des Musikmagazins Rolling Stone belegte 52nd Street den 352. Platz.

## Kommerzieller Erfolg

### Chartplatzierungen
| ChartsChartplatzierungen       | Höchstplatzierung | Wochen |
| ------------------------------ | ----------------- | ------ |
| Deutschland (GfK)              | 19 (10 Wo.)       | 10     |
| Österreich (Ö3)                | 4 (12 Wo.)        | 12     |
| Vereinigte Staaten (Billboard) | 1 (76 Wo.)        | 76     |
| Vereinigtes Königreich (OCC)   | 10 (43 Wo.)       | 43     |

### Auszeichnungen für Musikverkäufe
| Land/Region                  | Auszeichnungen für Musikverkäufe (Land/Region, Auszeichnung, Verkäufe) | Verkäufe  |
| ---------------------------- | ---------------------------------------------------------------------- | --------- |
| Australien (ARIA)            | 2× Platin                                                              | 100.000   |
| Frankreich (SNEP)            | Gold                                                                   | 100.000   |
| Hongkong (IFPI/HKRIA)        | Gold                                                                   | 10.000    |
| Japan (RIAJ)                 | Gold                                                                   | 100.000   |
| Kanada (MC)                  | 5× Platin                                                              | 500.000   |
| Neuseeland (RMNZ)            | Platin                                                                 | 20.000    |
| Vereinigte Staaten (RIAA)    | 7× Platin                                                              | 7.000.000 |
| Vereinigtes Königreich (BPI) | Gold                                                                   | 100.000   |
| Insgesamt                    | 4× Gold · 15× Platin ·                                                 | 7.930.000 |

Hauptartikel: Billy Joel/Auszeichnungen für Musikverkäufe